# Blue Hill (Wyspa Świętej Heleny)
Blue Hill – miejscowość w brytyjskim terytorium zamorskim Wyspa Świętej Heleny, Wyspa Wniebowstąpienia i Tristan da Cunha, położona na Wyspie Świętej Heleny. Według danych z dnia 7 lutego 2016 roku liczyła 158 mieszkańców.